# Бёйен, Антон
Антони Хюбертюс (Антон) Бёйен (нидерл. Antonie Hubertus "Anton" Buijen; 6 сентября 1882, Амстердам — неизвестно) — нидерландский футболист, игравший на позиции нападающего, выступал за амстердамские команды АФК и «Аякс».
Отец конькобежца Германа Бёйена.

## Спортивная карьера

### Футбол
С 1901 года Антон Бёйен выступал за амстердамскую футбольную команду СЕВИОС, за которую также играл его младший брат Герман. В мае 1903 года братья были исключены из клуба, однако в сентябре 1904 года Антон был реабилитирован. В феврале 1906 года он стал членом клуба АФК — в то время Антон жил в районе улицы Кейзерсграхт. В марте 1911 года Бёйен перешёл в другой амстердамский клуб — «Аякс», на тот момент ему было двадцать восемь лет.
В чемпионате Нидерландов дебютировал 3 декабря 1911 года в матче против клуба «Велоситас», сыграв на позиции правого крайнего нападающего. «Аякс» на выезде выиграл с минимальным счётом 0:1 — эта победа стала первой для клуба в первом классе Нидерландов. В следующем сезоне Бёйен принял участие в четырёх матчах первенства Нидерландов и отметился голевым пасом в матче со «Спартой». В рамках чемпионата в последний раз он выходил на поле 6 апреля 1913 года в гостевом матче с «Квик».
В 1920-х годах играл за команду ветеранов «Аякса» и продолжал за неё выступать даже в возрасте 46 лет.

### Лёгкая атлетика
Помимо футбола, Бёйен занимался лёгкой атлетикой в атлетической команде «Аякса». Вместе с Яном Гротмейером, братьями Бос и Яном Госеном участвовал в соревнованиях Амстердамского футбольного союза и футбольного союза Нидерландов. В начале августа 1912 года Антон стал победителем турнира в Амстердаме, выиграв дистанцию 100 метров с результатом 12.35 секунд, хотя идентичный результат был у его одноклубника Гротмейера, который также участвовал в финальном забеге. В середине августа 1912 года состоялся чемпионат по лёгкой атлетике среди футбольных команд Нидерландов — Бёйен смог выиграть предварительный забег на 100 метров в своей серии, но на следующей стадии он выбыл, заняв только третье место. На этих соревнованиях он также участвовал в забеге на 400 метров и командной эстафете 4×100 метров. Спустя месяц Антон выиграл дистанцию 100 метров на соревнованиях среди игроков «Аякса».

## Личная жизнь
Антон родился в сентябре 1882 года в Амстердаме. Отец — Германюс Петрюс Бёйен, мать — Митье Янс, оба родителя были родом из Амстердама. Он был старшим ребёнком, помимо него, в семье было ещё девять детей: четверо сыновей и пятеро дочерей. В 1902 году Антон работал в качестве носильщика, а с декабря 1904 года стал работать портье в Национальном страховом банке, позже получил в банке должность консьержа. В декабре 1944 года он отметил 40-летний юбилей службы в банке.
Был женат дважды. В первый раз женился в возрасте тридцати трёх лет — его первой супругой стала 25-летняя Маргарета Магдалена Крам, уроженка Амстердама. Их брак был зарегистрирован 11 августа 1916 года в Слотене. У них было двое детей: сын Герман, ставший конькобежцем и тренером, и дочь Марго. В сентябре 1928 года его жена умерла в возрасте 37 лет.
В августе 1930 года женился на 36-летней Корнелии Схипперс, уроженке Утрехта. Вторая жена умерла в апреле 1954 года в возрасте 59 лет.
С декабря 1966 года проживал в доме престарелых в Хилверсюме.